# Ясинівка (селище)
Ясині́вка — селище Макіївської міської громади Донецького району Донецької області, Україна. Розташоване за 4 км від залізничної станції Ясинувата.

## Історія

### Козацька доба
Датою заснування Ясинівки вважається дата першої письмової згадки про неї у 1690 році як зимівника запорозьких козаків. Перше повідомлення про селище Ясенівка записав Феодосій Макар'ївський у «Матеріалахъ для историко-статистического описанія Екатеринославской губерніи»
«При урочище Ясиноватка зимовником и хутором в 1690 г. сидело несколько запорожцев, занимающихся пчеловодством, скотоводством и рыболовством».
У цьому урочищі завдовжки 3 км та завширшки 2 км були 4 займанки: Терець, Холодняк, Зайцеве й Товкмачеве. В останній, за народним переказом, у битві з татарами погинуло багато запорозьких козаків. За переказами, поранені з Товкмачевої сотні обмили водою з холодного джерела свої кровотечні рани й вони стали заживати. Відтоді джерело називається ім'ям сподвижника Івана Сірка Товкмачевою криницею, а займанка — Товкмачевим.
У XVIII столітті Ясинівка під назвою села Ясенувате входила до складу Кальміуської паланки Війська Запорозького Низового.

### Російська імперія
Видобуток кам'яного вугілля довкола селища був започаткований у 60-х роках XIX ст. До 1917 року село входило до Олександро-Невської волості Маріупольського повіту Катеринославської губернії.

### Радянські часи
17 січня 1920 року увійшло до Юзівського району, новоствореної Донецької губернії, пізніше до Авдіївського району. У серпні 1930 року, після ліквідації Авдіївського району села Ясинівка та Землянки були включені до території міста Дмитріївськ, який у 1931 році був перейменований у місто Макіївка.
З села Ясенівки та висілка Землянки за радянської влади постало місто Макіївка. При в'їзді у висілок Землянки з боку міста Ясинувата у 1977 році встановлено пам'ятний знак. На кам'яній брилі мармурова плита з написом: «Тут наприкінці XVII ст. було перше поселення вихідців із Запорізької Січі. В 1777 р. створено висілок Землянки, що став основою міста Макіївки». Цей знак було встановлено до 200-річчя з заснування міста Макіївка, пізніше офіційною датою заснування міста став вважатись 1690 — рік першої письмової згадки Ясинівки, першого поселення на її території.
У Другій світовій війні брали участь 360 жителів селища, 160 з яких загинуло, а 192 особи за бойові заслуги нагороджені орденами і медалями СРСР.
За декілька кілометрів від села в середині XX ст. побудовано Ясинівський коксохімічний завод.

## Населення

### Мова
Розподіл населення за рідною мовою за даними перепису 2001 року:
| Мова            | Кількість | Відсоток |
| --------------- | --------- | -------- |
| українська      | 2613      | 62.80%   |
| російська       | 1541      | 37.03%   |
| білоруська      | 6         | 0.14%    |
| інші/не вказали | 1         | 0.03%    |
| Усього          | 4161      | 100%     |

За даними перепису 2001 року населення селища становило 4161 особу, із них 62,8 % зазначили рідною мову українську, 37,03 % — російську та 0,14 % — білоруську мову.

## Організації
У селі розташована Макіївська загальноосвітня школа I—II ступенів № 46, клуб на 200 місць, бібліотека, амбулаторія загальної практики — сімейної медицини.
Поруч із селом у місцевості Горки знаходиться Макіївська спеціальна загальноосвітня школа-інтернат № 5 для розумово відсталих дітей.

## Пам'ятки
Серед пам'яток села стара козацька церква, збудована у вигляді фортеці. За спогадами старожилів, перша дерев'яна церква була привезена в Ясинівку з Царево-Борисова (нині село Оскіл Харківської області) волами Бахмутським шляхом. На її місці в першому десятилітті XIX ст. було побудовано нову кам'яну Миколаївську церкву, яка мала 18-тиметрову дзвіницю. Загальна висота церкви — 40 метрів. Долішню її частину змуровано з природного каменю, решта 18 метрів була дерев'яна. У церкві було шість дзвонів, стіни і стелю всередині церкви було розмальовано у біло-блакитних барвах. Церква була частково зруйнована у 1930-х роках. У 50-ті роки вона була відремонтована й у ній з тих часів знову проводяться богослужіння. Проте зараз її розміри значно менші, ніж до зруйнування.
У 1956 році споруджено пам'ятник на братській могилі воїнів, які загинули при визволенні селища від фашистів.